# Cantó de Valenciennes-Est
El cantó de Valenciennes-Est és una divisió administrativa francesa, situada al departament del Nord i la regió dels Alts de França.

## Composició
El cantó de Valenciennes-Est aplega les comunes següents :
- Curgies
- Estreux
- Marly
- Onnaing
- Préseau
- Quarouble
- Quiévrechain
- Rombies-et-Marchipont
- Saultain
- Sebourg
- Valenciennes

## Història
| Date d'elecció                        | Identitat     | Partit |
| ------------------------------------- | ------------- | ------ |
| 1998-                                 | Fabien Thiémé | PCF    |
| Les dades anteriors no són conegudes. |               |        |
|                                       |               |        |

## Demografia
| 1962 | 1968 | 1975 | 1982 | 1990 | 1999   | 2006   |
| ---- | ---- | ---- | ---- | ---- | ------ | ------ |
| -    |      |      |      |      | 48.832 | 48.992 |